# سایجیک
سایجیک (انگلیسی: Sygic) شرکت فناوری اطلاعات در اسلواکی است، که در سال ۲۰۰۴ تأسیس شد.